# Desa Pahlawansetia
Desa Pahlawansetia är en administrativ by i Indonesien.   Den ligger i provinsen Jawa Barat, i den västra delen av landet, 20 km nordost om huvudstaden Jakarta.